# Runddysse von Strårup
Der Runddysse von Strårup (auch Straarup genannt) liegt im Weiler Dalby in der Kolding Kommune, bei Kolding in der Region Syddanmark, in Jütland in Dänemark. Der Dolmen stammt aus der Jungsteinzeit etwa 3500–2800 v. Chr. und ist eine Megalithanlage der Trichterbecherkultur (TBK).
Die ursprünglich im Ackerland gelegene, etwa 3,5 m lange, 2,5 m breite und 1,0 m hohe Kammer des Runddysse, ohne den zugehörigen Rundhügel, liegt heute südöstlich eines Kreisverkehrs zwischen Skamlingvejen und Stenderupvej, südöstlich von Kolding.
Die Nordost-Südwest orientierte Kammer aus dem Deckstein und acht Tragsteinen hat zwei Steine im Südwesten und Nordosten, drei im Nordwesten und einen im Südosten, wo auch der Zugang liegt.